# البرتو فرناندز (بازیکن فوتبال، زاده ۱۹۴۳)
البرتو فرناندز (انگلیسی: Alberto Fernández؛ زادهٔ ۱۹ نوامبر ۱۹۴۳) بازیکن فوتبال اهل اسپانیا است.
از باشگاه‌هایی که در آن بازی کرده‌است می‌توان به باشگاه فوتبال رئال وایادولید، باشگاه فوتبال اسپورتینگ خیخون، و باشگاه فوتبال اتلتیکو مادرید اشاره کرد.